# Olympische Sommerspiele 1912/Teilnehmer (Kanada)
| Gelbes Symbol für Goldmedaillen mit stilisierten Olympischen Ringen | Graues Symbol für Silbermedaillen mit stilisierten Olympischen Ringen | Braundes Symbol für Bronzemedaillen mit stilisierten Olympischen Ringen |
| ------------------------------------------------------------------- | --------------------------------------------------------------------- | ----------------------------------------------------------------------- |
| 3                                                                   | 2                                                                     | 3                                                                       |

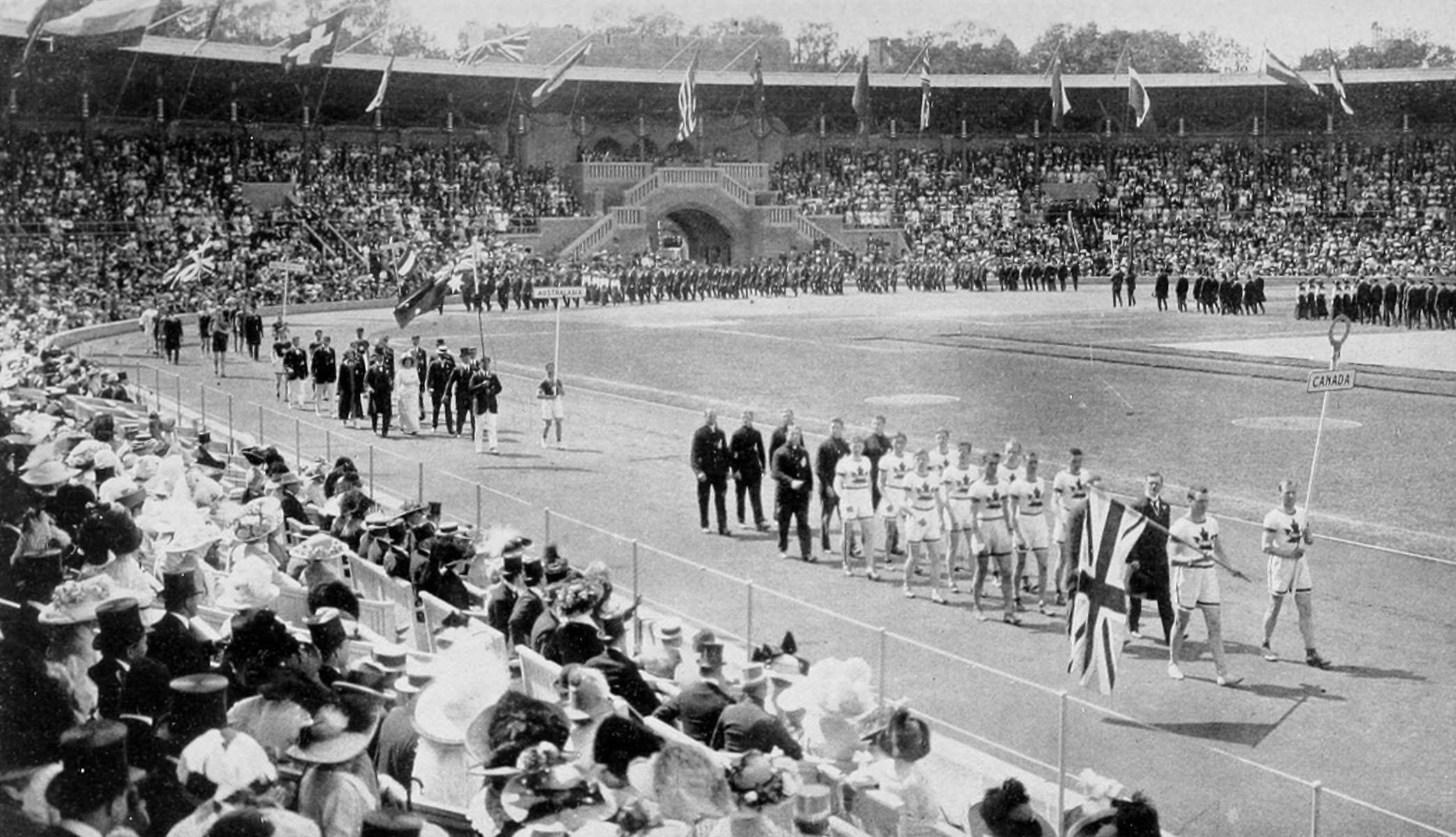
Die kanadische Mannschaft bei der Eröffnungsfeier

Kanada nahm an den Olympischen Sommerspielen 1912 in Stockholm, Schweden, mit einer Delegation von 36 Sportlern teil. Dabei konnten die Athleten drei Gold-, zwei Silber- und drei Bronzemedaillen gewinnen.

## Medaillengewinner

### Gold
| Name            | Sportart       | Wettkampf       |
| --------------- | -------------- | --------------- |
| George Goulding | Leichtathletik | 10.000 m Gehen  |
| George Hodgson  | Schwimmen      | 400 m Freistil  |
| George Hodgson  | Schwimmen      | 1500 m Freistil |

### Silber
| Name           | Sportart       | Wettkampf  |
| -------------- | -------------- | ---------- |
| Duncan Gillis  | Leichtathletik | Hammerwurf |
| Calvin Bricker | Leichtathletik | Weitsprung |

### Bronze
| Name             | Sportart       | Wettkampf      |
| ---------------- | -------------- | -------------- |
| Frank Lukeman    | Leichtathletik | Fünfkampf      |
| William Halpenny | Leichtathletik | Stabhochsprung |
| Everard Butler   | Rudern         | Einer          |

## Teilnehmer nach Sportarten

### Leichtathletik
| Harry Beasley                                           | 100 m           | k. A.             | Vierter           | nicht erreicht    | nicht erreicht    | nicht erreicht  | nicht erreicht |                |                |
| Harry Beasley                                           | 200 m           | k. A.             | Vierter           | nicht erreicht    | nicht erreicht    | nicht erreicht  | nicht erreicht |                |                |
| Calvin Bricker                                          | Weitsprung      | nicht ausgetragen | nicht ausgetragen | 7,21 m            | Zweiter           | 7,21 m          | Zweiter        |                |                |
| Calvin Bricker                                          | Dreisprung      | nicht ausgetragen | nicht ausgetragen | 13,25 m           | 18.               | nicht erreicht  | nicht erreicht |                |                |
| Mel Brock                                               | 400 m           | k. A.             | Dritter           | nicht erreicht    | nicht erreicht    | nicht erreicht  | nicht erreicht |                |                |
| Mel Brock                                               | 800 m           | 1:57,0 min        | Erster            | 1:55,7 min        | Erster            | 1:53,0 min      | Fünfter        |                |                |
| James Corkery                                           | Marathon        | nicht ausgetragen | nicht ausgetragen | nicht ausgetragen | nicht ausgetragen | DNF             | DNF            |                |                |
| Alexander Decoteau                                      | 5000 m          | nicht ausgetragen | nicht ausgetragen | 15:24,2 min       | Zweiter           | k. A.           | Sechster       |                |                |
| Alexander Decoteau                                      | Marathon        | nicht ausgetragen | nicht ausgetragen | nicht ausgetragen | nicht ausgetragen | DNS             | DNS            |                |                |
| James Duffy                                             | Marathon        | nicht ausgetragen | nicht ausgetragen | nicht ausgetragen | nicht ausgetragen | 2:42:18,8 h     | Fünfter        |                |                |
| Édouard Fabre                                           | Marathon        | nicht ausgetragen | nicht ausgetragen | nicht ausgetragen | nicht ausgetragen | 2:50:36,2 h     | Elfter         |                |                |
| William Forsyth                                         | Marathon        | nicht ausgetragen | nicht ausgetragen | nicht ausgetragen | nicht ausgetragen | 2:52:23,0 h     | 15.            |                |                |
| Thomas Gallon                                           | 400 m           | k. A.             | Dritter           | nicht erreicht    | nicht erreicht    | nicht erreicht  | nicht erreicht |                |                |
| Duncan Gillis                                           | Diskuswurf      | nicht ausgetragen | nicht ausgetragen | 48,39 m           | Zweiter           | 48,39           | Zweiter        |                |                |
| Duncan Gillis                                           | Hammerwurf      | nicht ausgetragen | nicht ausgetragen | 39,01 m           | 14.               | nicht erreicht  | nicht erreicht |                |                |
| George Goulding                                         | Marathon        | nicht ausgetragen | nicht ausgetragen | nicht ausgetragen | nicht ausgetragen | DNS             | DNS            |                |                |
| George Goulding                                         | 10.000 m Gehen  | nicht ausgetragen | nicht ausgetragen | 47:14,5 min       | Erster            | 46:28,4 min     | Olympiasieger  |                |                |
| William Halpenny                                        | Stabhochsprung  | nicht ausgetragen | nicht ausgetragen | 3,65 m            | Erster            | 3,80 m          | Dritter        |                |                |
| John Howard                                             | 100 m           | 11,0 s            | Erster            | k. A.             | Sechster          | nicht erreicht  | nicht erreicht | nicht erreicht | nicht erreicht |
| John Howard                                             | 200 m           | 25,0 s            | Erster            | k. A.             | Dritter           | nicht erreicht  | nicht erreicht |                |                |
| Joe Keeper                                              | 5000 m          | nicht ausgetragen | nicht ausgetragen | 15:24,2 min       | Zweiter           | k. A.           | Achter-Elfter  |                |                |
| Joe Keeper                                              | 10.000 m        | nicht ausgetragen | nicht ausgetragen | 33:58,8 min       | Zweiter           | 32:36,2 min     | Vierter        |                |                |
| Joe Keeper                                              | Marathon        | nicht ausgetragen | nicht ausgetragen | nicht ausgetragen | nicht ausgetragen | DNS             | DNS            |                |                |
| Frank Lukeman                                           | 100 m           | k. A.             | Zweiter           | k. A.             | Dritter           | nicht erreicht  | nicht erreicht |                |                |
| Frank Lukeman                                           | 110 m Hürden    | k. A.             | Dritter           | nicht erreicht    | nicht erreicht    | nicht erreicht  | nicht erreicht |                |                |
| Frank Lukeman                                           | Fünfkampf       | nicht ausgetragen | nicht ausgetragen | nicht ausgetragen | nicht ausgetragen | 29 Punkte       | Dritter        |                |                |
| Frank Lukeman                                           | Zehnkampf       | nicht ausgetragen | nicht ausgetragen | nicht ausgetragen | nicht ausgetragen | 5591,760 Punkte | 15.            |                |                |
| Arthur Maranda                                          | Weitsprung      | nicht ausgetragen | nicht ausgetragen | 5,87 m            | 29.               | nicht erreicht  | nicht erreicht |                |                |
| Arthur Maranda                                          | Dreisprung      | nicht ausgetragen | nicht ausgetragen | 12,53 m           | 20.               | nicht erreicht  | nicht erreicht |                |                |
| Arthur Maranda                                          | Standweitsprung | nicht ausgetragen | nicht ausgetragen | 2,98 m            | 17.               | nicht erreicht  | nicht erreicht |                |                |
| Frank McConnell                                         | 100 m           | k. A.             | Dritter           | nicht erreicht    | nicht erreicht    | nicht erreicht  | nicht erreicht |                |                |
| Frank McConnell                                         | 200 m           | k. A.             | Dritter           | nicht erreicht    | nicht erreicht    | nicht erreicht  | nicht erreicht |                |                |
| John Tait                                               | 800 m           | k. A.             | Zweiter           | k. A.             | Fünfter           | nicht erreicht  | nicht erreicht |                |                |
| John Tait                                               | 1500 m          | nicht ausgetragen | nicht ausgetragen | k. A.             | Vierter           | nicht erreicht  | nicht erreicht |                |                |
| John Tait                                               | Marathon        | nicht ausgetragen | nicht ausgetragen | nicht ausgetragen | nicht ausgetragen | DNS             | DNS            |                |                |
| Harry Beasley John Howard Frank Lukeman Frank McConnell | 4 × 100 m       | 46,2 s (OR)       | Erster            | 43,5 s            | Zweiter           | nicht erreicht  | nicht erreicht |                |                |
| Mel Brock Thomas Gallon John Howard John Tait           | 4 × 400 m       | nicht ausgetragen | nicht ausgetragen | 3:22,2 min        | Zweiter           | nicht erreicht  | nicht erreicht |                |                |

### Radsport
| Athlet        | Disziplin                 | Finale       | Finale  |
| Athlet        | Disziplin                 | Zeit         | Platz   |
| ------------- | ------------------------- | ------------ | ------- |
| Frank Brown   | Einzelzeitfahren (320 km) | 11:01:00,0 h | Fünfter |
| George Watson | Einzelzeitfahren (320 km) | 12:52:22,2 h | 78.     |

### Rudern
| Athlet | Disziplin | Vorlauf    | Vorlauf | Viertelfinale     | Viertelfinale     | Halbfinale        | Halbfinale        | Finale            | Finale            |
| Athlet | Disziplin | Zeit       | Platz   | Zeit              | Platz             | Zeit              | Platz             | Zeit              | Platz             |
| --- | --------- | ---------- | ------- | ----------------- | ----------------- | ----------------- | ----------------- | ----------------- | ----------------- |
| Everard Butler | Einer     | 7:45,2 min | Erster  | 7:39,9 min        | Erster            | 7:41,0 min        | Zweiter           | nicht erreicht    | Dritter           |
| Phil Boyd, Becher Gale, Richard Gregory Albert Kent, Winslow McCleary (Steuermann), William Murphy Charles Riddy, Alexander Sinclair, Geoffrey Taylor | Achter    | k. A.      | Zweiter | nicht ausgetragen | nicht ausgetragen | nicht ausgetragen | nicht ausgetragen | nicht ausgetragen | nicht ausgetragen |

### Schießen
| Athlet           | Disziplin         | Finale | Finale |
| Athlet           | Disziplin         | Punkte | Platz  |
| ---------------- | ----------------- | ------ | ------ |
| William Davies   | Tontaubenschießen | 13     | 45.    |
| Robert Hutcheson | Tontaubenschießen | 84     | 17.    |
| James Kenyon     | Tontaubenschießen | 13     | 45.    |

### Schwimmen
| Athlet         | Disziplin       | Vorläufe          | Vorläufe          | Viertelfinale    | Viertelfinale | Halbfinale      | Halbfinale | Finale           | Finale        |
| Athlet         | Disziplin       | Zeit              | Platz             | Zeit             | Platz         | Zeit            | Platz      | Zeit             | Platz         |
| -------------- | --------------- | ----------------- | ----------------- | ---------------- | ------------- | --------------- | ---------- | ---------------- | ------------- |
| George Hodgson | 400 m Freistil  | nicht ausgetragen | nicht ausgetragen | 5:50,6 min       | Erster        | 5:25,4 min (WR) | Erster     | 5:24,4 min (WR)  | Olympiasieger |
| George Hodgson | 1500 m Freistil | nicht ausgetragen | nicht ausgetragen | 22:23,0 min (WR) | Erster        | 22:26,0 min     | Erster     | 22:00,0 min (WR) | Olympiasieger |

### Wasserspringen
| Athlet           | Disziplin                                  | Vorrunde    | Vorrunde | Finale         | Finale         |
| Athlet           | Disziplin                                  | Ergebnis    | Platz    | Ergebnis       | Platz          |
| ---------------- | ------------------------------------------ | ----------- | -------- | -------------- | -------------- |
| John P. Lyons    | Turmspringen (einfach und zusammengesetzt) | DNF         | DNF      | nicht erreicht | nicht erreicht |
| John P. Lyons    | Turmspringen einfach (5 und 10 m)          | 32,5 Punkte | Achter   | nicht erreicht | nicht erreicht |
| Robert Zimmerman | Kunstspringen 1 m und 3 m                  | 76,6 Punkte | Zweiter  | 72,54 Punkte   | Fünfter        |